# Hr.Ms. Tjerk Hiddes (1941)
Hr.Ms. Tjerk Hiddes – holenderski niszczyciel z okresu II wojny światowej, należący do brytyjskiego typu N (J/K/N), w służbie holenderskiej w latach 1942–1951, następnie w służbie Indonezji w latach 1951–1961 jako Gadjah Mada. Podczas wojny służył głównie na Oceanie Indyjskim, nosił wtedy numer burtowy G16, po wojnie nosił numery w marynarce Holandii: J-5, JT-5, D-806. Budowany był dla marynarki brytyjskiej pod nazwą „Nonpareil”.

## Budowa
Budowę okrętu zamówiono dla marynarki brytyjskiej Royal Navy 15 kwietnia 1939 na podstawie programu z 1939 roku, podobnie jak innych niszczycieli typu N. Stępkę pod budowę położono 22 maja 1940 w stoczni William Denny and Brothers (Denny) w Dumbarton w Szkocji. Okręt miał otrzymać nazwę „Nonpareil” (jako czwarty i do tej pory ostatni okręt brytyjski). Jeszcze przed wodowaniem, okręt 18 marca 1941 sprzedano Holandii, która poniosła duże straty w niszczycielach w lutym-marcu 1941 na Dalekim Wschodzie (początkowo miały być przekazane „Norman” i „Norseman” lecz zamieniono je z powodu opóźnień budowy spowodowanych bombardowaniami stoczni). Kadłub wodowano 25 czerwca 1941. Budowę ukończono 6 maja 1942 i 27 maja 1942 okręt przyjęto do służby w marynarce holenderskiej pod nazwą „Tjerk Hiddes”. W tej samej stoczni budowano też równocześnie niszczyciel holenderski „Van Galen” (ex „Noble”) tego samego typu, a wcześniej zbudowano HMS „Jaguar” i HMS „Kandahar” identycznych typów J i K. Ofertowy koszt budowy wynosił 400 684 funtów, bez uzbrojenia i wyposażenia łączności.

## Służba

### Ocean Indyjski 1942-1944

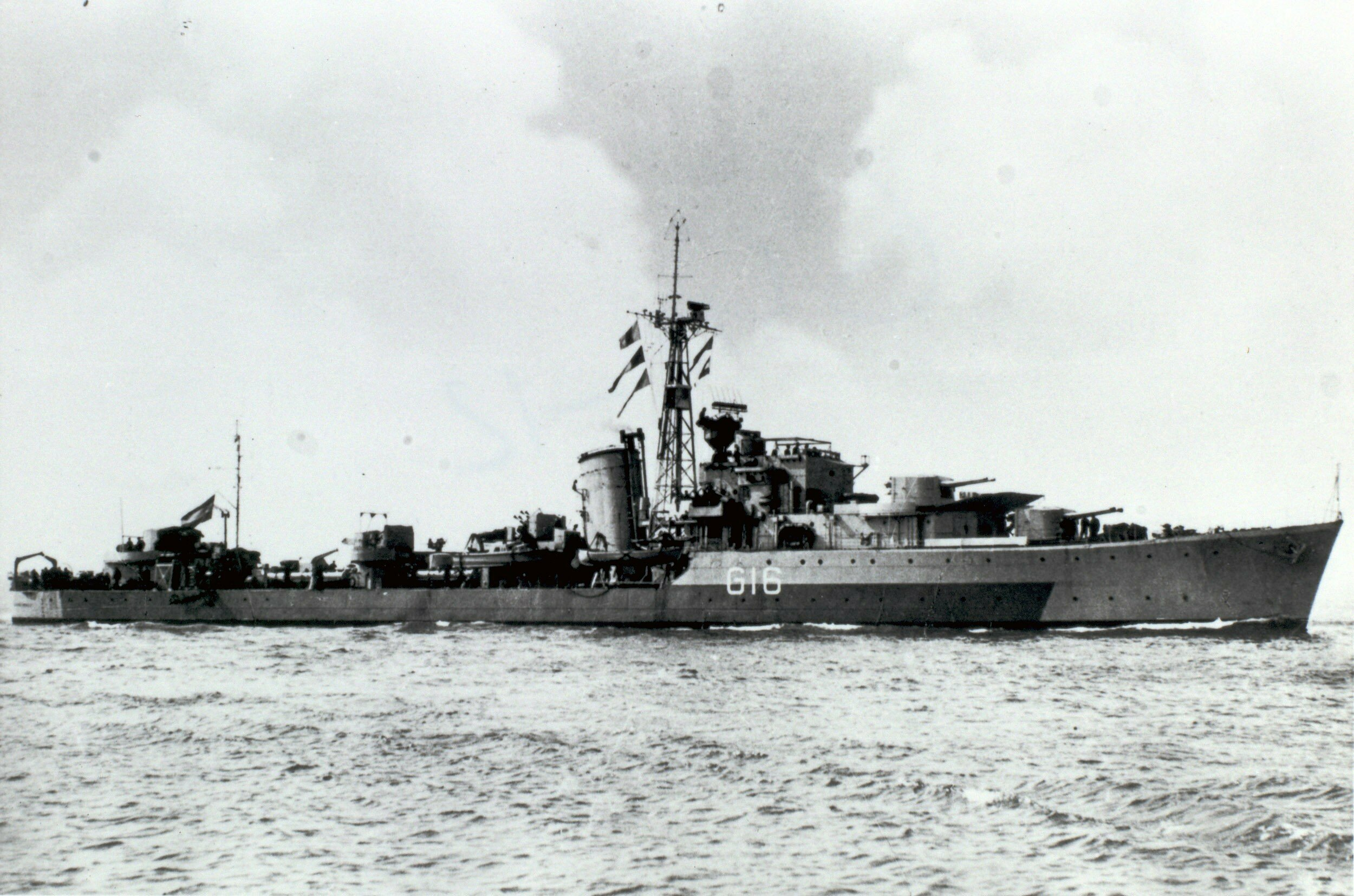
„Tjerk Hiddes” w czasie II wojny światowej

Po wejściu do służby okręt przydzielono do 7. Flotylli Niszczycieli brytyjskiej Floty Wschodniej. Przez pierwszy okres uzyskiwania gotowości bojowej, stacjonował w Scapa Flow, w składzie Floty Metropolii. 17 lipca 1942 wyruszył docelowo na Ocean Indyjski, płynąc w eskorcie konwoju WS-21P z Wielkiej Brytanii przez Freetown (z HMS „Orion” i HMAS „Nepal”). Pod koniec sierpnia dotarł do bazy Kilindini, skąd następnie pełnił służbę eskortową na Oceanie Indyjskim w składzie brytyjskiej Floty Wschodniej. Od 9 września brał udział w inwazji na francuski Madagaskar, osłaniając statki i okręty alianckie. Według części źródeł, brał udział w desancie komandosów w Morondava na zachodnim wybrzeżu Madagaskaru (operacja Tamper).
W październiku 1942 „Tjerk Hiddes” został skierowany do służby konwojowej na wodach Australii, głównie pomiędzy Sydney a Fremantle i na południowo-zachodnim Pacyfiku, w składzie amerykańskiej 7. Floty (wraz z „Van Galen” i krążownikiem „Tromp”). W grudniu brał udział w ewakuacji wojska z Timoru do Darwin w Australii. W kolejnych miesiącach powrócił do służby konwojowej. W dniach 18-24 lutego 1943 osłaniał na odcinku z Fremantle do Melbourne duży konwój statków pasażerskich przewożących australijską 9. Dywizję Piechoty z Adenu do Australii (wraz z „Tjerk Hiddes”, „Tromp” i HMAS „Adelaide” – operacja Pamphlet). Wchodził w tym okresie w skład australijskiego 19. Dywizjonu Niszczycieli.
W lutym 1944 okręt powrócił wraz z „Van Galen” i „Tromp” w skład brytyjskiej Floty Wschodniej, bazując następnie głównie w Trincomalee i pełniąc służbę eskortową i patrolową na Oceanie Indyjskim. Od 22 marca wziął udział w operacji Diplomat – wypadzie głównych sił floty z lotniskowcem HMS „Illustrious” na Oceanie Indyjskim w celu spotkania z lotniskowcem USS „Saratoga”. Od kwietnia do maja był w remoncie (nie brał udziału w atakach Floty na Sabang i Surabaję).

### Europa Północna 1944-1945
W październiku 1944 „Tjerk Hiddes” został skierowany z powrotem do Wielkiej Brytanii. Od listopada pełnił służbę konwojową na południowo-wschodnich podejściach do Wielkiej Brytanii, bazując w Plymouth, w składzie 8. Flotylli Niszczycieli. Od maja do sierpnia 1945 był remontowany w Dundee, przy tym zmodernizowano wyposażenie radarowe. Po remoncie, przybył po raz pierwszy do Holandii.
Dowódcy:
- 6 maja 1942 – 21 stycznia 1944: kmdr ppor. Willem Jan Kruys
- 21 stycznia 1944 – 14 lutego 1944: kmdr ppor. Jacobus Wilhelmus Caspers
- 14 lutego 1944 – 25 kwietnia 1944: kmdr ppor. Geldolph Adriaan Cox
- 25 kwietnia 1944 – 1 sierpnia 1945: kmdr ppor. Nicolaas Wilhelm Sluijter

### Służba powojenna

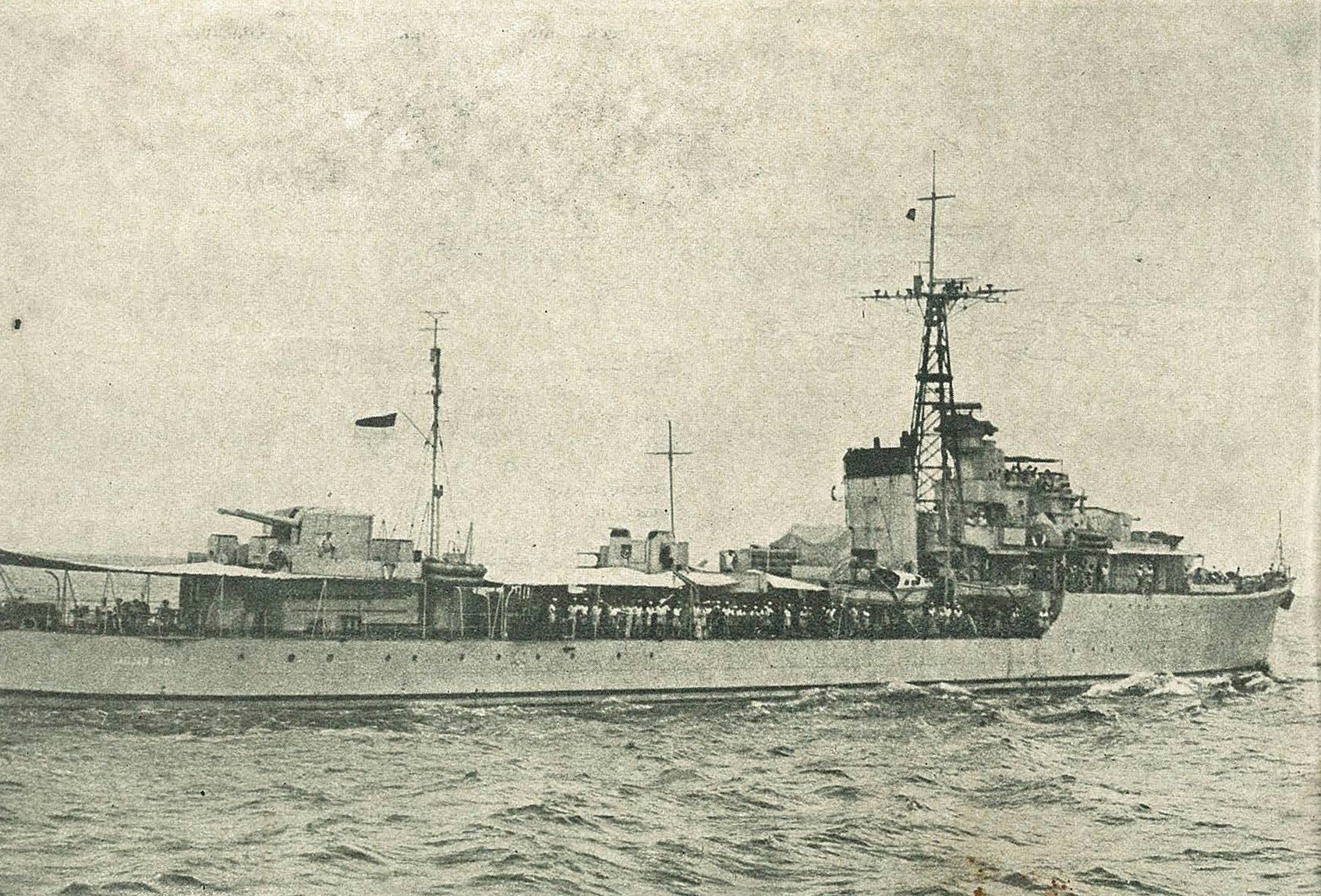
Jako indonezyjski „Gadjah Mada”

Po zakończeniu wojny, jeszcze w 1945 „Tjerk Hiddes” został skierowany do służby kolonialnej w Holenderskich Indiach Wschodnich (obecnej Indonezji), gdzie uaktywniały się ruchy niepodległościowe. Powrócił do Holandii w 1947.
1 marca 1951 roku wycofano okręt ze służby holenderskiej i przekazano go nowo tworzonej marynarce Indonezji, gdzie służył pod nazwą KRI „Gadjah Mada”, jako okręt flagowy floty.
W 1961 roku został wycofany ze służby, po czym złomowany, jako ostatni z niszczycieli typów J/K/N na świecie.

## Dane techniczne
Uwaga – dane dotyczące uzbrojenia i radarów odnoszą się ogólnie do okrętów typu N, daty przezbrojenia konkretnego okrętu są przybliżone.

### Uzbrojenie
- 6 dział 120 mm QF Mk XII na podwójnych podstawach CP Mk XIX, osłoniętych maskami (3xII)
  - długość lufy: L/45 (45 kalibrów), donośność maksymalna 15 520 m, kąt podniesienia +40°, masa pocisku 22,7 kg
- 1 działo plot 102 mm QF Mk V na podstawie HA Mk III
  - długość lufy: L/45, kąt podniesienia +80°, masa pocisku 14,06 kg
    - do 1942/ 1943
- 4 automatyczne armaty przeciwlotnicze Vickers Mk VIII 40 mm („pom-pom”) poczwórnie sprzężone na podstawie Mk VII (1xIV)
- 4-6 automatyczne działka plot Oerlikon 20 mm (ilość stopniowo wzrastała, 4xI do 6xI, później 2xII i 2xI)
- 5 wyrzutni torpedowych 533 mm w aparacie torpedowym PR Mk II (1xV), 5 torped Mk IX
  -     - od 1942/1943 – 10 wyrzutni (2xV)
- 1 zrzutnia na 6 bomb i 2 miotacze bomb głębinowych (20-45 bomb głębinowych)

### Wyposażenie
- hydrolokator
- system kierowania ogniem artylerii: dalocelownik (DCT) i osobno główny dalmierz i punkt kierowania ogniem plot (na nadbudówce dziobowej)
- radar dozoru ogólnego Typ 286 (na głównym maszcie), później prawdopodobnie Typ 291
- radar kierowania ogniem plot Typ 285 (na stanowisku dalmierza)